# 경제범죄
경제범죄(經濟犯罪, 영어: financial crime)는 경제윤리에 반하여 경제질서를 좀먹고 국민경제의 발전을 저해하는 범죄이다.

## 경제범죄의 종류
- 사기죄
- 공갈죄
- 횡령죄
- 배임죄
- 재산국외도피의 죄
- 증재 등의 죄
- 저축관련 부당행위의 죄
- 무인가 단기금융업
- 금융기관 임직원의 수재의 죄
- 알선수재의 죄
- 사금융알선
- 조세포탈죄

## 경제범죄자를 가중처벌하는 경우
- 사기죄, 공갈죄, 횡령죄, 배임죄 등 특정재산범죄의 이득액이 5억원 이상인 경우 가중처벌하며 이 경우에도 부당하게 취득한 액수가 50억원이상인 경우 더 가중처벌한다.
- 금융기관의 임직원이 직무에 관하여 금품, 기타 이익을 수수하는 때에 그 수수액이 1천만원 이상인 경우 등을 가중처벌하고 있으며, 수수액이 5천만원 이상인 때에는 더 가중처벌한다.

## 같이 보기
- 암시장
- 금융범죄단속네트워크
- 사기 (법률)
- 그린메일
- 그레이마켓
- 마피아
- 돈세탁
- 조직범죄
- 분할거래
- 조세 피난처
- 화이트 칼라 범죄